# Shunga

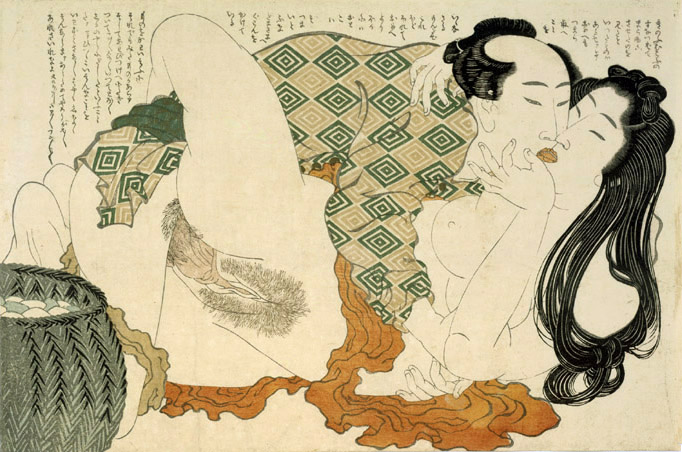
Amantes, uma Xilogravura de Katsushika Hokusai, 1815

Shunga (春画) é um termo japonês para arte erótica. A maioria é um tipo de ukiyo-e, normalmente impresso a partir de blocos de madeira. Apesar de raros, existe também em pergaminhos pintados a mão que precedem o movimento ukiyo-e. Traduzido literalmente, a palavra Japonesa shunga significa imagem de primavera; "primavera" é um eufemismo comum para sexualidade.
O movimento ukiyo-e no geral procurava expressar uma idealização da vida contemporânea e apelar a nova classe chōnin. Seguindo a estética da vida no dia a dia, a shunga do período Edo variava largamente nas suas representações de sexualidade. Como um tipo de ukiyo-e, era apreciada por todos os grupos sociais, apesar de desagradar o shogunato. Quase todos os artistas ukiyo-e fizeram shunga algures nas suas carreiras.

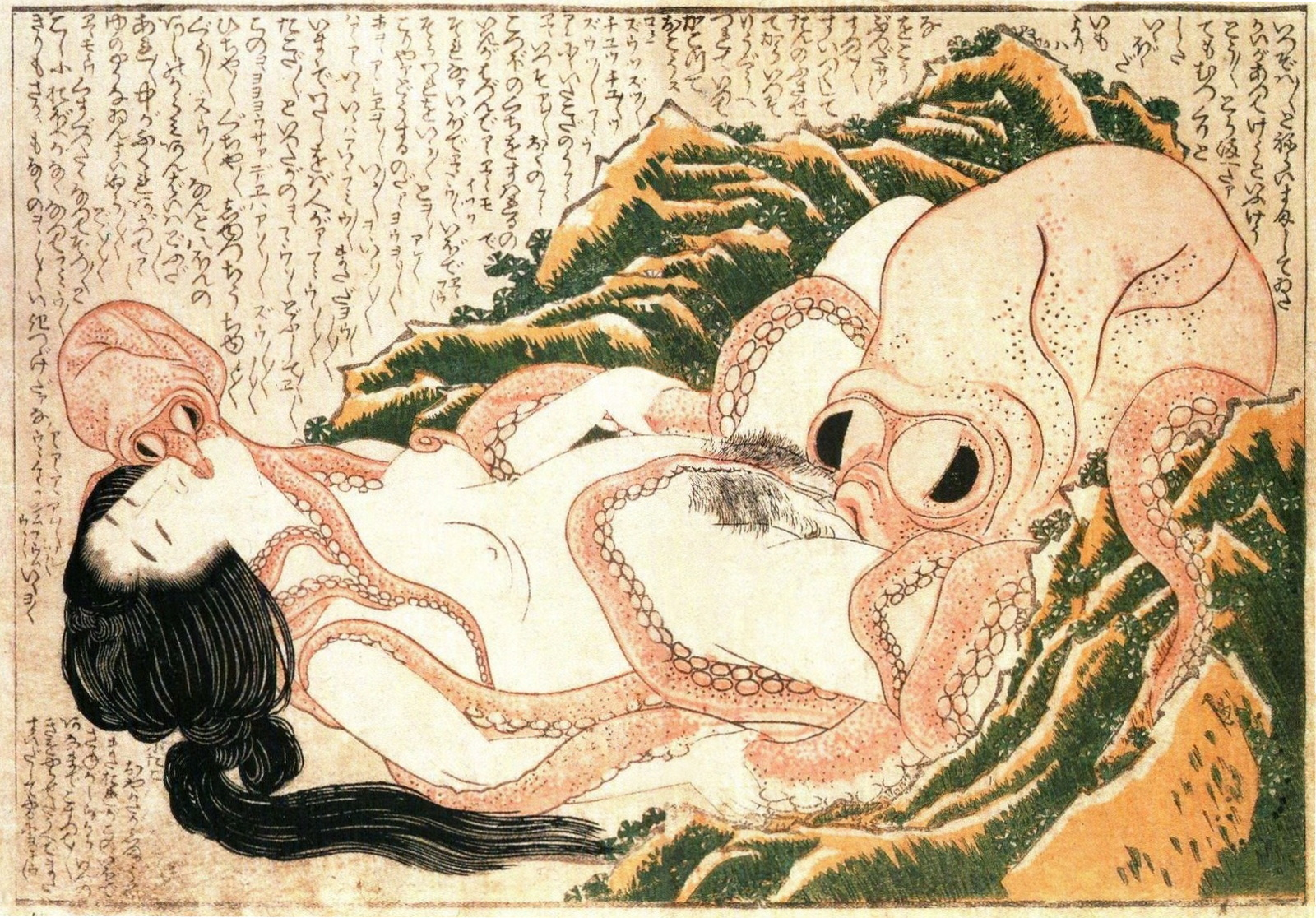
O Sonho da mulher do pescador, Katsushika Hokusai, 1814

## História
Shunga foi largamente influenciada por ilustrações de manuais de medicina chinesa no período muromachi  (1336 a 1573). Pensa-se que Zhou Fang, um pintor erótico da dinastia chinesa Tang, também foi uma influência. Ele, assim como muitos pintores eróticos do seu tempo de lá, tendia a exagerar o tamanho dos órgãos genitais, uma característica shunga. 
Enquanto o significado literal da palavra "shunga" é importante, é na verdade um abreviamento de shunkyū-higi-ga (春宮秘戯画), expressão japonesa para conjuntos chineses de 12 pergaminhos com representações dos 12 atos sexuais que o principe herdeiro tinha de cometer como expressão yin yang.